# 街頭日記
《街頭日記》（英語：Freedom Writers）是一部2007年由派拉蒙電影公司發行，根據1999年出版的教育勵志書籍《街頭日記》（The Freedom writers diary）原著改編，李察·拉葛凡尼斯（Richard LaGravenese）執導。

## 劇情[2]
本片描述一名菜鳥老師，艾琳·古薇爾（Erin Gruwell，希拉蕊·史旺飾演）抱著滿腔的教育熱忱，來到位於加州的威爾森高中，第一個面臨的挑戰就是：接手學校被迫成立的種族融合實驗班，一群年紀輕輕的高中生，卻因為生長環境、家庭因素等等，成為被社會遺棄的幫派犧牲者，沒有人認為他們可以順利畢業，甚至他們心中最堅定的信念是活到明天，最大的願望是活過18歲。
來自中上階層白人社區的古薇爾老師，不願流於校方的一貫態度：只把教育當作一份可以領薪水的工作。於是主動瞭解學生每天面對的是幫派、毒品、性、暴力充斥的街頭戰場，這群大家口中的「問題學生」不是不想讀書，而是沒有人給他們機會，古薇爾老師鼓勵他們閱讀並寫下日記，傾聽他們想說的，儘管校方不支持她的計劃，她自行兼差籌募經費，買書給學生閱讀，最後學生們一個一個的從黑暗的街頭走回教室。
203教室的奇蹟正在悄悄的上演，老師的用心與無侮付出挽救了這些邊緣的孩子，更進一步幫自己正名為自由寫手。
因原著集結了150位自由寫手的真實人生故事，2小時的電影無法將全部內容搬上大螢幕，閱讀原著可以更深一層窺探，劇中學生、老師所面臨的現實成長歷程。

## 電影的其他事實
電影尾聲，古薇爾要150位學生將兩年來的日記，集結成書並打成電腦檔案的劇情中，提到的商人杜約翰（John Tu），或港譯成杜尊，事實上，這位商人是中華民國移民美國的華裔杜紀川，也就是金士頓科技創辦人之一，是當時古薇爾老師丈夫的老闆，這位高中轉了3間學校的白手起家老闆，因為地緣關係（公司總部在加州）協助了這項計劃，在初期捐出了35部電腦，有的文章指出後來也協助了街頭日記的出版。
另外本故事是真實发生的，是發生於美國加州，高中學制為9~12年級。片中古薇爾老師教了他們9年級、10年級，而因年資不足，所以產生了11年級、12年級時可能要與學生分開的問題。

## 書籍
| 出版日期 | 書名         | 作者         | 譯者   | 出版社               | ISBN               |
| -------- | ------------ | ------------ | ------ | -------------------- | ------------------ |
| 2008年   | 《街頭日記》 | 艾琳．古薇爾 | 洪慧芳 | 天下雜誌股份有限公司 | ISBN 9789866582332 |